# Домаморич
Дома́морич — село в Україні, у Підгороднянській сільській громаді Тернопільського району, Тернопільської області. Адміністративний центр колишньої Домамороцької сільської ради. (до 2018 року). Розташоване на берегах річки Руда.

## Історія
За переказами, село вже існувало у 13 ст.
Діяли товариства «Просвіта», «Січ», кооператива.
12 червня 2020 року, відповідно до розпорядження Кабінету Міністрів України № 724-р «Про визначення адміністративних центрів та затвердження територій територіальних громад Тернопільської області» увійшло до складу  Підгороднянської сільської громади.
19 липня 2020 року, в результаті адміністративно-територіальної реформи та ліквідації Тернопільського району, село увійшло до складу новоутвореного Тернопільського району.

## Населення
Згідно з переписом УРСР 1989 року чисельність наявного населення села становила 742 особи, з яких 327 чоловіків та 415 жінок.
За переписом населення України 2001 року в селі мешкали 692 особи.

### Мова
Розподіл населення за рідною мовою за даними перепису 2001 року:
| Мова       | Кількість | Відсоток |
| ---------- | --------- | -------- |
| українська | 690       | 99.71%   |
| російська  | 2         | 0.29%    |
| Усього     | 625       | 100%     |

## Домамиря печера
В Іпатіївському літописі написано, що в 1241 р. князь Ростислав Чернігівський, ідучи на Галич, «прийшов до печери Домамири». Печери з такою назвою зараз немає. Проте є село Домаморич біля Тернополя. Більшість істориків схиляються до думки, що це воно зв'язане з тією історичною згадкою. Місцеві люди в селі Домаморич не знають такої печери і не чули нічого про неї. Можливо, це була якась землянка чи льох і літописець назвав її печерою. Такі землянки були там і пізніше. Там переховували коней, що їх купці та конокради переводили з Поділля. Отже, можна припускати, що на території села поселення існують уже дуже давно.

## Релігія
- церква Успіння Пресвятої Богородиці (1910; мурована).

## Пам'ятники
Встановлено пам'ятний знак на честь скасування панщини, насипано символічну могилу Борцям за волю України (1992).

## Соціальна сфера
Діють загальноосвітня школа І-ІІ ступенів, клуб, бібліотека, ФАП, мечеть.

## Відомі люди

### Народилися
- сотник УСС, член УВО, громадський діяч Дмитро Ладика,[7]
- живописець М. Лисак.

## Галерея

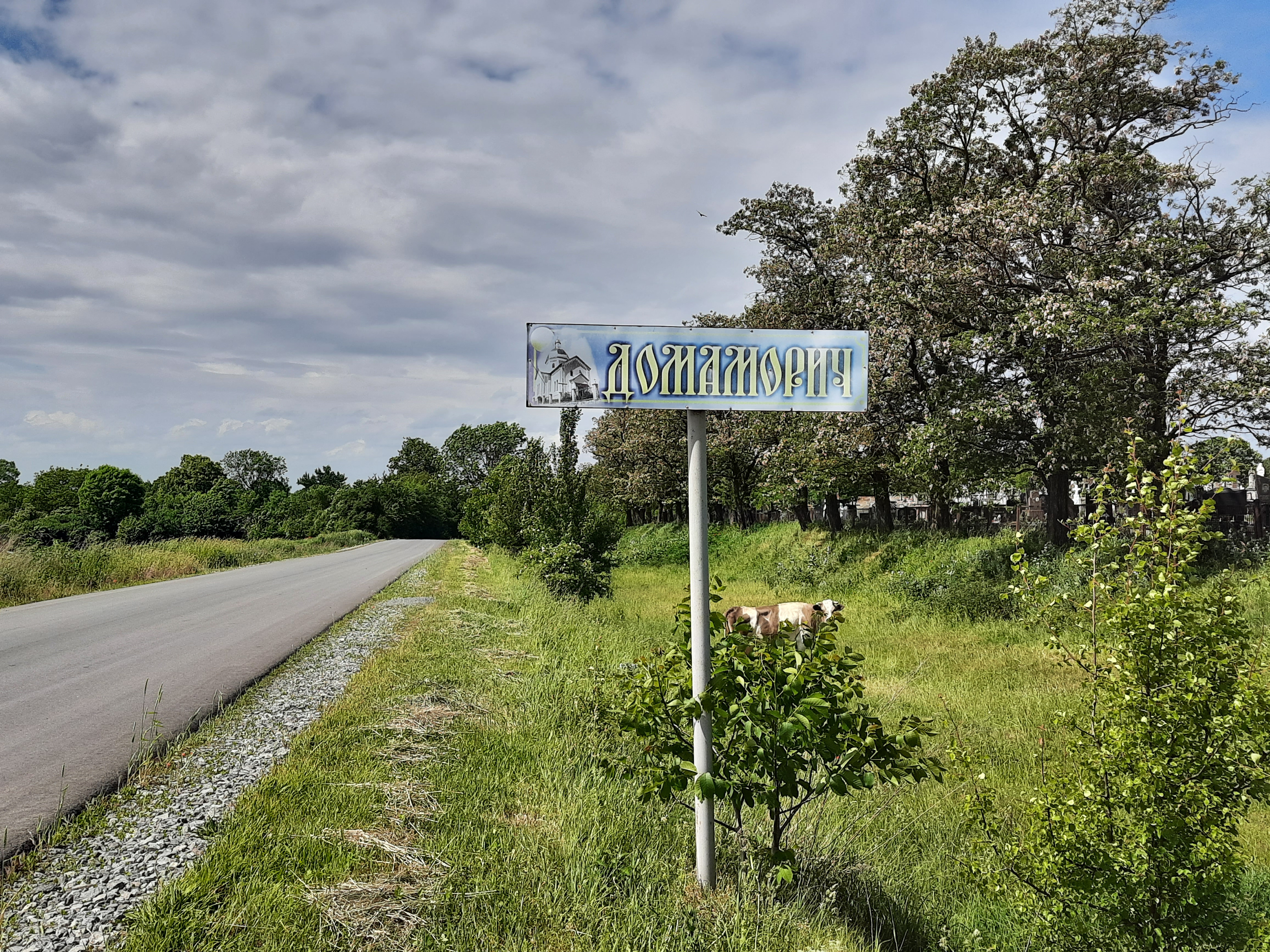
Дорожній знак при в'їзді в село
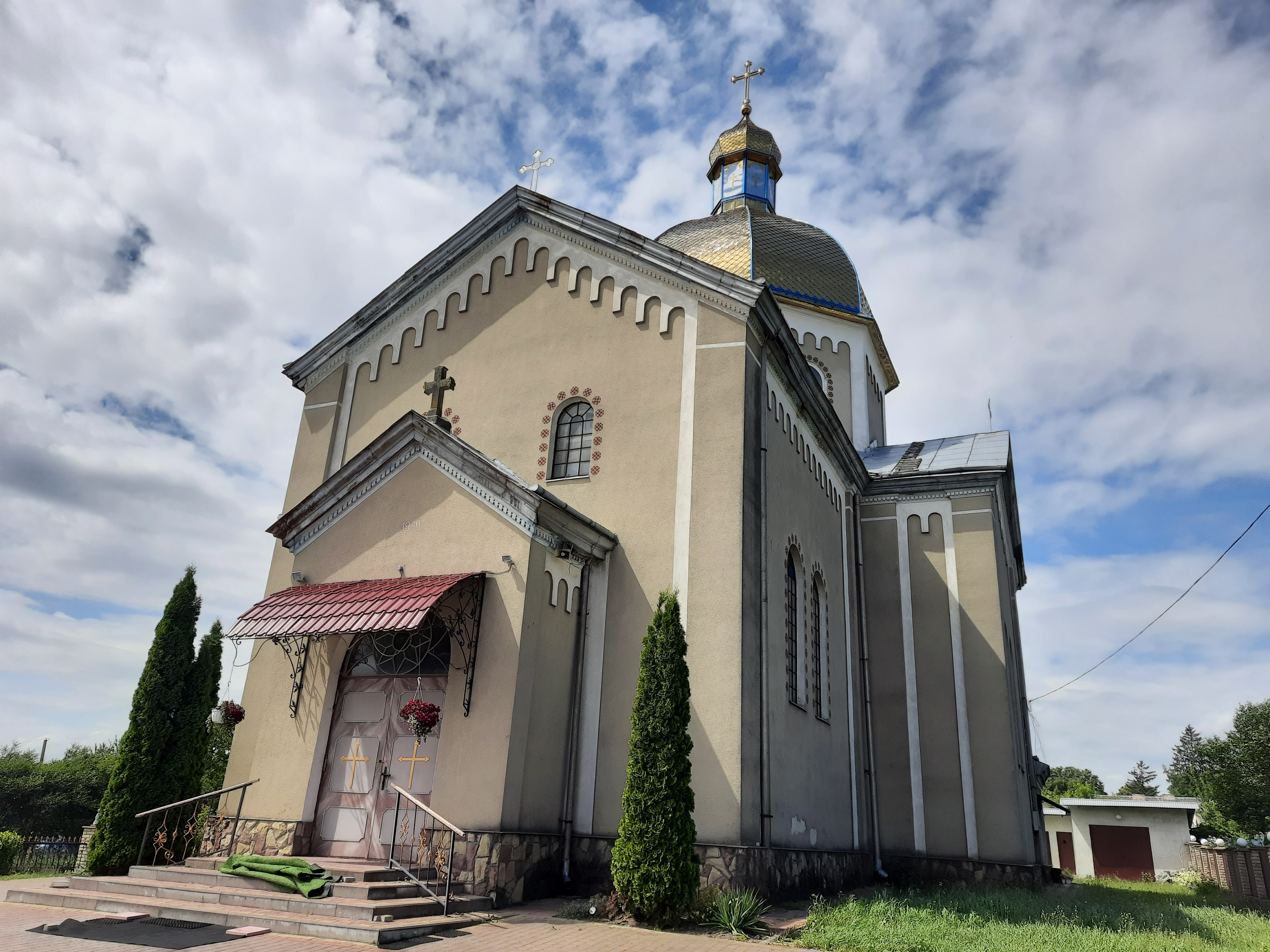
Церква Успіння Пресвятої Богородиці
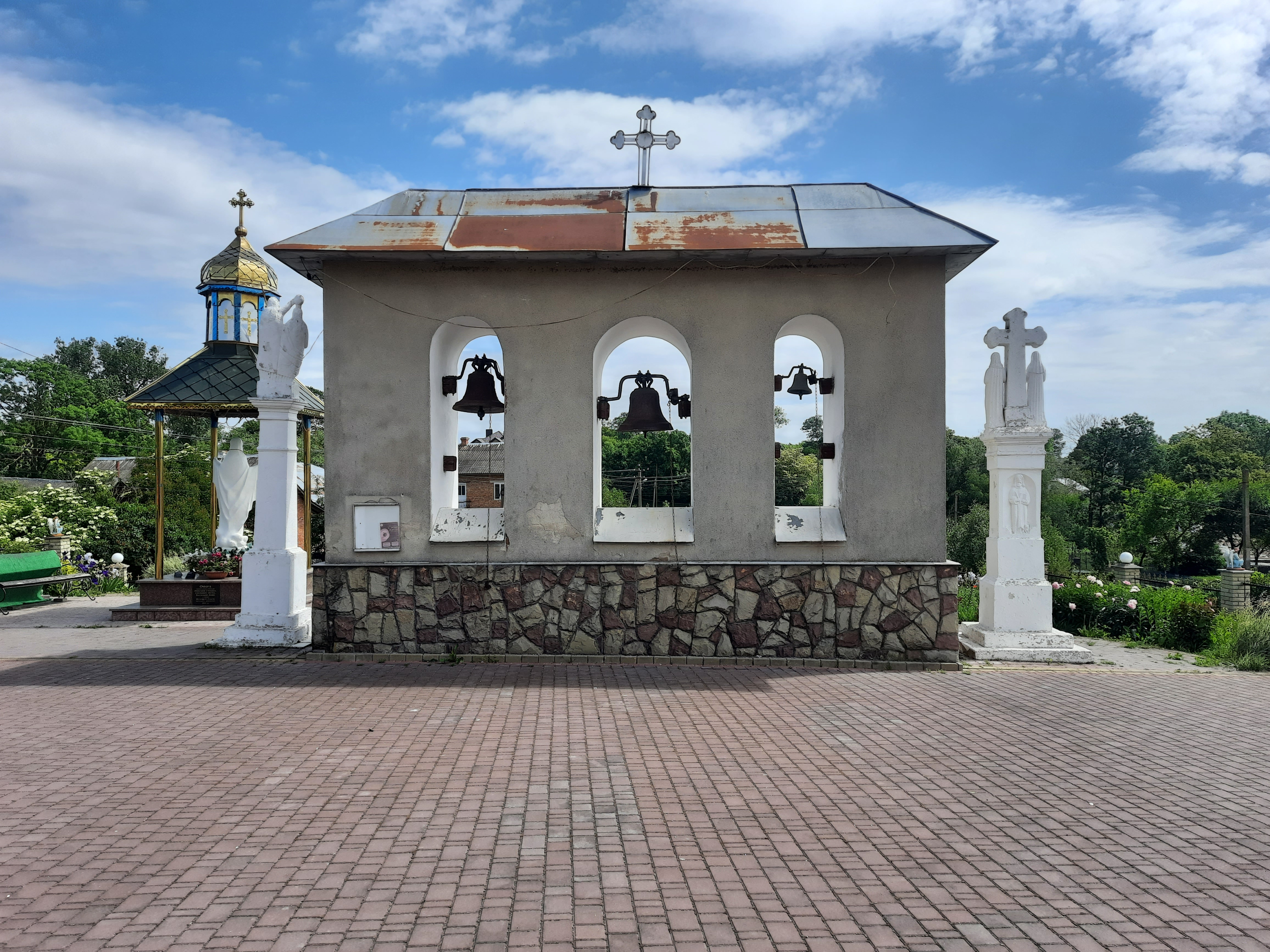
Дзвіниця церкви Успіння Пресвятої Богородиці
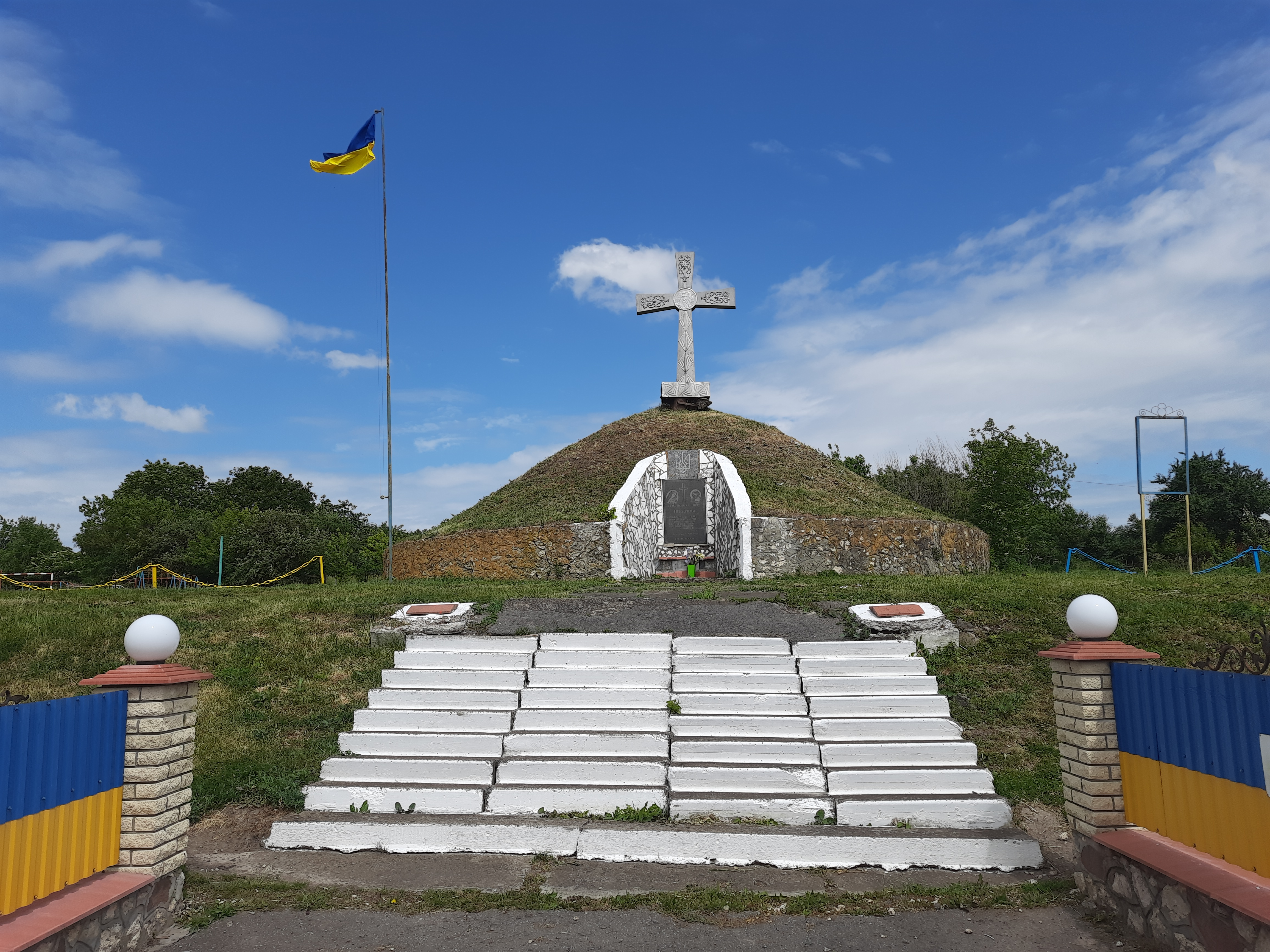
Символічна могила Борцям за волю України
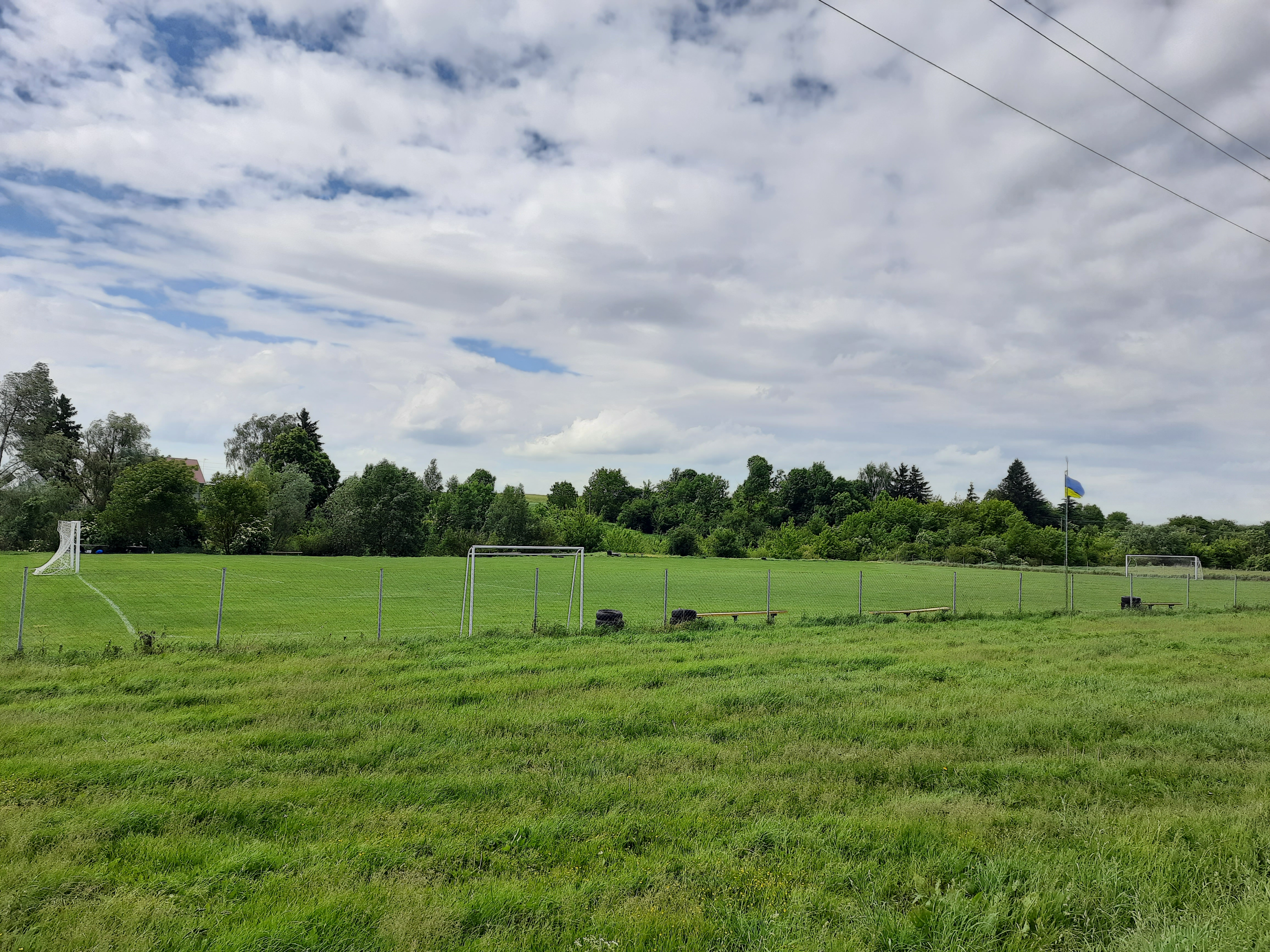
Стадіон